# مجلس الأمة الكويتي 2023
مجلس الأمة الكويتي 2023 (الفصل التشريعي السابع عشر) من 20 يونيو 2023 حتى 15 فبراير 2024 ، أجريت انتخابات المجلس في يوم الثلاثاء 6 يونيو 2023 وذلك بعد أن صدر مرسومٌ بحل مجلس الأمة 2020 في 1 مايو 2023 ، واختار المجلس في جلسته الأولى التي عقدت في يوم الثلاثاء 20 يونيو 2023 أحمد عبدالعزيز السعدون رئيساً للمجلس ومحمد براك المطير نائباً للرئيس. وفي 15 فبراير 2024 صدر مرسومٌ أميريٌ بحل المجلس.

## خلفية
في يوم الأربعاء 22 يونيو 2022، وجه الشيخ مشعل الأحمد الجابر الصباح ولي عهد دولة الكويت كلمة إلى الشعب الكويتي نيابةً عن الشيخ نواف الأحمد الجابر الصباح أمير دولة الكويت وخلال الكلمة أعلن ولي العهد عن حل مجلس الأمة والدعوة إلى انتخابات جديدة وذلك بسبب الخلافات والتصعيد بين المجلس والحكومة ومن أجل تصحيح مسار المشهد السياسي.
وفي 2 أغسطس 2022 صدر مرسوم حل مجلس الأمة 2020 وأجريت في 29 سبتمبر 2022 انتخابات مجلس الأمة 2022 ألا أنه في 19 مارس 2023 قررت المحكمة الدستورية إبطال انتخابات مجلس الأمة 2022 وإبطال العملية الإنتخابية بأكملها وعدم صحة عضوية من أعلن فوزهم فيها، وعودة مجلس الأمة 2020 بقوة الدستور كأن الحل لم يكن وذالك بسبب بطلان مرسوم حل مجلس الأمة 2020.
وفي مساء يوم الأثنين 17 أبريل 2023 وجه الشيخ مشعل الأحمد الجابر الصباح ولي عهد دولة الكويت كلمة إلى الشعب الكويتي بمناسبة العشر الأواخر من شهر رمضان المبارك نيابةً عن الشيخ نواف الأحمد الجابر الصباح أمير دولة الكويت وخلال الكلمة أعلن ولي العهد حل مجلس الأمة 2020 وذالك نزولاً وأحتراماً وأنتصاراً للإرادة الشعبية والدعوة لانتخابات جديدة خلال الأشهر القادمة.
وفي يوم الإثنين 1 مايو 2023 صدر مرسوم حل مجلس الأمة 2020.

## انتخابات مجلس الأمة
في يوم الأربعاء 3 مايو 2023 عقد مجلس الوزراء اجتماع استثاني وخلال الاجتماع وافق المجلس على مشروع مرسوم بدعوة الناخبين لأنتخاب أعضاء مجلس الأمة للفصل الشتريعي ال17 وذالك في يوم الثلاثاء 6 يونيو 2023 وقرر رفعه إلى ولي العهد ، وفي نفس اليوم صدر المرسوم  [بحاجة لمصدر]
وفي يوم الخميس 4 مايو 2023 أعلنت وزارة الداخلية فتح باب الترشح للانتخابات اعتباراً من يوم الجمعة 5 مايو 2023 وحتى يوم الأحد 14 مايو 2023 حيث ترشح للانتخابات 207 مرشح من مختلف الدوائر الانتخابية
وفي يوم الثلاثاء 6 يونيو 2023 أجريت الانتخابات حيث بدأت عملية الانتخاب صباح اليوم في الساعة الثامنة صباحًا حتى وانتهت في الساعة الثامنة مساءً، وفي صباح يوم الأحد 7 يونيو 2023 أعلنت نتائح الانتخابات وشهدت النتائج عودة 38 نائباً من مجلس 2022 المبطل للمجلس، وكما عاد للمجلس نائبين من مجلس 2020 وهم مرزوق علي الغانم الذي كان رئيساً للمجلس وفايز غنام الجمهور بينما فاز 12 مرشح جديد وشهدت النتائج وجود امرأة واحدة وهي الدكتورة جنان محسن بوشهري.

## أعضاء مجلس الأمة

### أعضاء مجلس الأمة الكويتي 2023
| الاسم                             | الدائرة الانتخابية |
| --------------------------------- | ------------------ |
| عبدالله جاسم المضف                | الدائرة الأولى     |
| أسامة زيد الزيد                   | الدائرة الأولى     |
| أحمد حاحي لاري                    | الدائرة الأولى     |
| خالد مرزوق الطمار                 | الدائرة الأولى     |
| حسن عبدالله جوهر                  | الدائرة الأولى     |
| داود سليمان معرفي                 | الدائرة الأولى     |
| عيسى أحمد الكندري                 | الدائرة الأولى     |
| حمد محمد المدلج                   | الدائرة الأولى     |
| أسامة عيسى الشاهين                | الدائرة الأولى     |
| الدكتور عادل جاسم الدمخي          | الدائرة الأولى     |
| مرزوق علي الغانم                  | الدائرة الثانية    |
| شعيب علي شعبان                    | الدائرة الثانية    |
| عبد الله تركي الأنبعي             | الدائرة الثانية    |
| الدكتور فلاح ضاحي الهاجري         | الدائرة الثانية    |
| محمد براك المطير                  | الدائرة الثانية    |
| عبد الوهاب عارف العيسى            | الدائرة الثانية    |
| بدر نشمي العنزي                   | الدائرة الثانية    |
| فهد عبدالعزيز المسعود             | الدائرة الثانية    |
| الدكتور حمد محمد المطر            | الدائرة الثانية    |
| الدكتور بدر حامد الملا            | الدائرة الثانية    |
| مهلهل خالد المضف                  | الدائرة الثالثة    |
| أحمد عبدالعزيز السعدون            | الدائرة الثالثة    |
| الدكتور عبدالكريم عبدالله الكندري | الدائرة الثالثة    |
| مهند طلال الساير                  | الدائرة الثالثة    |
| عبدالعزيز طارق الصقعبي            | الدائرة الثالثة    |
| الدكتورة جنان محسن بوشهري         | الدائرة الثالثة    |
| حمد عادل العبيد                   | الدائرة الثالثة    |
| فارس سعد العتيبي                  | الدائرة الثالثة    |
| حمد عبدالرحمان العليان            | الدائرة الثالثة    |
| جراح خالد الفوزان                 | الدائرة الثالثة    |
| بدر سيار الشمري                   | الدائرة الرابعة    |
| مبارك حمود الطشه                  | الدائرة الرابعة    |
| متعب عايد العنزي                  | الدائرة الرابعة    |
| محمد عوض الرقيب                   | الدائرة الرابعة    |
| محمد هايف المطيري                 | الدائرة الرابعة    |
| مبارك هيف الحجرف                  | الدائرة الرابعة    |
| عبد الله فهاد العنزي              | الدائرة الرابعة    |
| سعد علي الخنفور                   | الدائرة الرابعة    |
| فايز غنام الجمهور                 | الدائرة الرابعة    |
| شعيب شباب المويزري                | الدائرة الرابعة    |
| سعود عبدالعزيز العصفور            | الدائرة الخامسة    |
| حمدان سالم العازمي                | الدائرة الخامسة    |
| خالد مؤنس العتيبي                 | الدائرة الخامسة    |
| هاني حسين شمس                     | الدائرة الخامسة    |
| مرزوق فالح الحبيني                | الدائرة الخامسة    |
| الشيخ فهد فلاح بن جامع            | الدائرة الخامسة    |
| الدكتور عبد الهادي ناصر العجمي    | الدائرة الخامسة    |
| محمد حسين المهان                  | الدائرة الخامسة    |
| ماجد مساعد المطيري                | الدائرة الخامسة    |
| الدكتور محمد هادي الحويلة         | الدائرة الخامسة    |

## الجلسة الأولى
عقد مجلس الأمة جلسته العادية الأولى لدور الانعقاد العادي الأول صباح يوم الثلاثاء 20 يونيو 2023 حيث تفضل سمو نائب الأمير ولي العهد الشيخ مشعل الأحمد الجابر الصباح بافتتاح دور الانعقاد وكما ألقى سموه النطق السامي أمام المجلس.
وبعد أنتهاء حفل أفتتاح دور الانعقاد تم استئناف الجلسة حيث ترأسها مرزوق فالح الحبيني لحين اختيار الرئيس.
وخلال الجلسة أدى أعضاء المجلس اليمين الدستورية وكما تم تزكية أحمد عبدالعزيز السعدون رئيساً لمجلس الأمة.
وخلال الجلسة انتخاب المجلس محمد براك المطير نائباً لرئيس مجلس الأمة بعد حصوله على 32 صوت مقابل 14 لمرزوق فالح الحبيني.

## أدوار الانعقاد

### قائمة أدوار انعقاد مجلس الأمة الكويتي 2023
| دور الانعقاد               | بداية الفترة   | نهاية الفترة   |
| -------------------------- | -------------- | -------------- |
| دور الانعقاد العادي الأول  | 20 يونيو 2023  | 2 أغسطس 2023   |
| دور الانعقاد العادي الثاني | 31 أكتوبر 2023 | 15 فبراير 2024 |

## حل المجلس
في 15 فبراير 2024 صدر مرسوماً أميرياً بحل المجلس وجاء في المرسوم 
| مجلس الأمة الكويتي 2023 | مرسوم رقم 16 لسنة 2024 بحل مجلس الأمة بعد الاطلاع على الدستور وعلى المادة 107 منه، وبناء على ما بدر من مجلس الأمة من تجاوز للثوابت الدستورية في إبراز الاحترام الواجب للمقام السامي وتعمد استخدام العبارات الماسة غير المنضبطة وبناء على عرض رئيس مجلس الوزراء وبعد موافقة مجلس الوزراء رسمنا بالآتي : مادة أولى يحل مجلس الأمة مادة ثانية على رئيس مجلس الوزراء والوزراء - كل فيما يخصه - تنفيذ هاذا المرسوم ويعمل به من تاريخ صدوره وينشر في الجريدة الرسمية أمير الكويت مشعل الأحمد الجابر الصباح رئيس مجلس الوزراء د.محمد صباح السالم الصباح صدر بقصر السيف في: 5 شعبان 1445 هـ الموافق 15 فبراير 2024م. | مجلس الأمة الكويتي 2023 |